# Torre del Pilar
La Torre del Pilar és un mas situat al municipi de Benavent de Segrià a la comarca catalana del Segrià.